# 藤村修

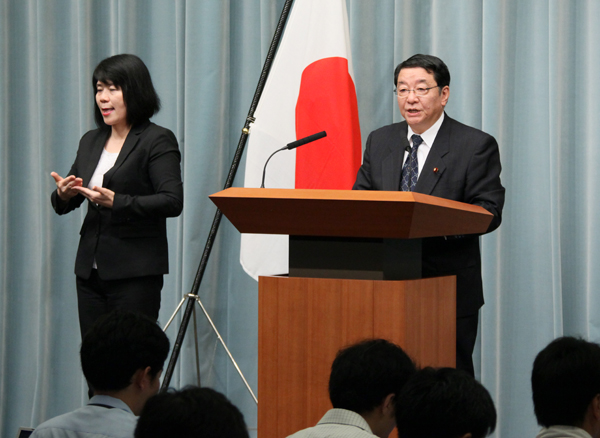
2011年9月2日、官房長官として野田内閣の閣僚名簿を発表する藤村

藤村 修（ふじむら おさむ、1949年〈昭和24年〉11月3日 - ）は、日本の政治家。立憲民主党大阪府総支部連合会顧問。
拉致問題担当大臣（野田第3次改造内閣）、内閣官房長官（第80代）、厚生労働副大臣（菅直人第1次改造内閣）、外務副大臣（菅直人内閣）、衆議院厚生労働委員長、同沖縄及び北方問題に関する特別委員長、同青少年問題に関する特別委員長、衆議院議員（6期）、民主党幹事長代理、民政党経理局長、あしなが育英会副会長、同理事を歴任した。

## 来歴
大阪府大阪市生まれ。大阪府立豊中高等学校を経て広島大学工学部経営工学科卒業。大学在籍時に交通事故遺児の作文を読んだことをきっかけに交通遺児育英会の活動にボランティアで参加するようになった。大学卒業後、交通遺児育英会の職員を経てあしなが育英会顧問・評議員、社団法人日本ブラジル交流協会理事長を務めた。
1993年、第40回衆議院議員総選挙に旧大阪3区（定数5）から日本新党公認で出馬し、初出馬ながら新党ブームに乗ってトップ当選。翌1994年、日本新党の解党に伴い新進党結党に参加。1996年の第41回衆議院議員総選挙では、小選挙区比例代表並立制導入に伴い大阪7区から出馬し、再選。
1997年末の新進党解党により、国民の声に参加。その後民政党を経て、1998年の民主党結党に加わる。2000年の第42回衆議院議員総選挙では民主党公認で出馬し、大阪7区で3選。2001年9月、党国会対策副委員長に就任。
2003年の第43回衆議院議員総選挙でも大阪7区に出馬し4選したが、2005年の第44回衆議院議員総選挙では、小泉旋風に乗る自由民主党の渡嘉敷奈緒美に大阪7区で敗れた。しかし、重複立候補していた比例近畿ブロックで復活して5選。その後、党国会対策委員長代理に就任。民主党次の内閣では2006年にネクスト文部科学大臣、2009年にネクスト厚生労働大臣にそれぞれ就任した。
2009年の第45回衆議院議員総選挙では大阪7区で前回敗れた渡嘉敷に勝利し、6選。同年9月、衆議院厚生労働委員長に就任（～2010年5月）。厚生労働委員長として、2010年3月には子ども手当法案、同年4月には国民健康保険法改正案の採決を行った。
2010年6月、菅直人内閣で外務副大臣に就任。同年9月、菅直人第1次改造内閣で厚生労働副大臣に任命された。2011年1月、民主党幹事長代理に就任し、厚生労働副大臣を退任（後任は大塚耕平）。
2011年9月2日、野田内閣で内閣官房長官に任命され、初入閣した。経済産業大臣・鉢呂吉雄の辞任に伴い、同年9月11日から後任に枝野幸男が就任するまでの間、臨時代理を務める。
2011年11月14日、拉致問題担当大臣を務める国家公安委員会委員長・山岡賢次の補佐として、拉致問題に詳しい国土交通副大臣の松原仁に拉致問題担当副大臣を兼任させたことに自民党が反発し混乱を招いたとして、首相の野田佳彦から厳重注意を受けた。
2012年2月21日、島根県から招待されていた翌22日の「竹島の日」記念式典について、国会日程を理由に欠席する考えを示した。
2012年8月23日、尖閣諸島（沖縄県石垣市）の保有を巡る問題で、地権者からの購入に関し、同日の衆議院予算委員会における外交・安全保障に関する集中審議で「地権者に確認したところ『政府の責任で判断してほしい』という意向だった」と証言した。この件について地権者の同意を疑問視された東京都知事の石原慎太郎は翌24日、「つい最近も地権者に会ったけど、そんなことは言ってない。ニュースソースはどこにあるんだ」と否定した。
2012年10月24日、法務大臣兼拉致問題担当大臣・田中慶秋の辞任に伴い、拉致問題担当相を兼務した（法相の後任は前任者だった滝実）。
2012年12月16日の第46回衆議院議員総選挙では、民主党政権への強い逆風や自身の北朝鮮のミサイル発射に関する直前の失言（下記「発言」参照）もあって、前回下した渡嘉敷に小選挙区で敗れた。さらに、比例近畿ブロックからの比例復活もならず落選した。現職の官房長官が落選するのは日本国憲法が施行されている現行の制度下で史上初めてのことである。
2013年10月2日、政界からの引退を発表した。引退後はあしなが育英会に戻り、副会長に就任。
民進党の分裂後は旧国民民主党で大阪府連顧問を務め、2021年からは立憲民主党大阪府総支部連合会顧問を務める。

## 発言

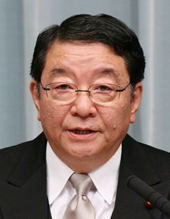
2011年

- 2012年2月22日、「南京事件」について「非戦闘員の殺害、略奪行為などがあったことは否定できない。村山談話以来、政府の姿勢は変わっていない」と記者会見で述べた[20]。
- 2012年3月11日の東日本大震災追悼式で、台湾の代表者を各国や国際機関の代表と離れた2階席に案内したことについて、13日の記者会見で「伝統的な在日外交団の仕分けで問題ない」と語った。しかし、翌14日の参議院予算委員会における世耕弘成への答弁では「事務的にも問題があったことはきちんと認めおわびしたい」と陳謝した[21]。
- 2012年12月7日、記者から選挙期間中の再度の地元入りの可能性を聞かれ、北朝鮮が予告したミサイル発射に関し「さっさと月曜日（10日）に上げてくれるといい」と述べた。その後「舌足らずで誤解を生じたとすれば訂正、おわびしたい」と、発言を事実上撤回して陳謝した[22]。

## 人物
- 野田佳彦首相を支持する議員グループ「花斉会」の会長を務め、野田の最側近として知られた[23]。
- その風貌から「永田町のドラえもん」ともよばれた[24]。
- 2014年10月、母校である広島大学から名誉博士の称号を授与された[25]。
- 元民主党の国会議員・山本孝史（故人）は、議員になる直前、藤村の選挙事務所を手伝っていた[26]。

## 政策
- 選択的夫婦別姓制度導入に賛成[27]。

## 所属していた団体・議員連盟
- 北京オリンピックを支援する議員の会（事務局次長）
- 在日韓国人をはじめとする永住外国人住民の法的地位向上を推進する議員連盟
- 日伯国会議員連盟（事務局長）
- 自然体験活動推進議員連盟（幹事長）
- 国際カイロプラクティック教育議員連盟（幹事）
- 活字文化議員連盟（事務局長）
- 図書議員連盟（幹事長）
- チャイルドライン設立推進議員連盟（副会長）
- インクルーシブ教育を推進する議員連盟（副会長）

## 著作
- 藤村修『民主党を見つめ直す 元官房長官・藤村修回想録』竹中治堅（インタビュー・構成）、毎日新聞出版、2014年11月15日。ISBN 978-4-620-32232-2。